# Cinocefàlids
Els cinocefàlids (Cynocephalidae) formen l'única família vivent en l'actualitat de l'ordre dels dermòpters (lèmurs voladors). Comprèn dos gèneres monotípics, és a dir, amb una única espècie a cada gènere. Una de les espècies, el lèmur volador de les Filipines (Cynocephalus volans), és considerada vulnerable.